# Mulsum
Mulsum é um município da Alemanha que está localizado no distrito de Cuxhaven, estado da Baixa Saxônia.
Pertence ao Samtgemeinde de Land Wursten.